# 발로란트 챔피언스 2023
발로란트 챔피언스 2023(VALORANT Champions 2023)는 미국 로스앤젤레스에서 개최 예정인 3번째 발로란트 챔피언스이다.

## 개요
- 주최: 라이엇 게임즈
- 주관: 라이엇 게임즈
- 후원:

### 일정
- 8월 6일 ~ 8월 26일

### 경기장
- 그룹 스테이지 ~ 플레이오프 일부:  미국 캘리포니아주
- 최종 결승전:  미국 캘리포니아주 잉글우드 KIA 포럼

### 진행 방식
- 그룹 스테이지
- 플레이오프

### 상금
상금은 미국 달러 기준이다.

## 참가 팀
| 권역                          | 구분              | 팀명            | 비고                         |
| ----------------------------- | ----------------- | --------------- | ---------------------------- |
| VCT EMEA (유럽-중동-아프리카) | 마스터스 상위     | 프나틱          |                              |
| VCT EMEA (유럽-중동-아프리카) | 마스터스 상위     | 팀 리퀴드       |                              |
| VCT EMEA (유럽-중동-아프리카) | 마스터스 상위     | FUT e스포츠     |                              |
| VCT EMEA (유럽-중동-아프리카) | 최종 선발전 (LCQ) | 자이언츠        |                              |
| VCT EMEA (유럽-중동-아프리카) | 최종 선발전 (LCQ) | NAVI            | 마스터스 우승 권역 추가 슬롯 |
| VCT AMERICAS (아메리카)       | 리그 상위         | 이블 지니어스   |                              |
| VCT AMERICAS (아메리카)       | 리그 상위         | NRG             |                              |
| VCT AMERICAS (아메리카)       | 리그 상위         | 라우드          |                              |
| VCT AMERICAS (아메리카)       | 최종 선발전 (LCQ) | 크루 e스포츠    |                              |
| VCT PACIFIC (태평양)          | 리그 상위         | 페이퍼 렉스     |                              |
| VCT PACIFIC (태평양)          | 리그 상위         | DRX             |                              |
| VCT PACIFIC (태평양)          | 리그 상위         | T1              |                              |
| VCT PACIFIC (태평양)          | 최종 선발전 (LCQ) | 제타 디비전     |                              |
| CHINA (중국 초청)             | CHINA (중국 초청) | 에드워드 게이밍 | VCT 소속이 아님.             |
| CHINA (중국 초청)             | CHINA (중국 초청) | 빌리빌리 게이밍 | VCT 소속이 아님.             |
| CHINA (중국 초청)             | CHINA (중국 초청) | 펀플러스 피닉스 | VCT 소속이 아님.             |